# Chiloscyphus gremmenii
Chiloscyphus gremmenii là một loài Rêu trong họ Lophocoleaceae. Loài này được Váňa mô tả khoa học đầu tiên năm 2005.